# Mergulhão-grande
O mergulhão-grande (Podicephorus major) é uma ave da família Podicipedidae.

## Características
O mergulhão-grande é a maior espécie de mergulhão, medindo entre 67 e 80 cm e pesando aproximadamente 1,6 kg. Possui um pequeno topete occiptal, bico e pescoço compridos. A plumagem da cabeça e do dorso é acinzentada, enquanto o pescoço é castanho e o peito branco.
Uma população disjunta existe no nordeste do Peru, enquanto a principal distribuição da espécie está localizada do extremo sudeste do Brasil à Patagônia e Chile central. A população do sul do Chile é considerada uma subespécie separada, P. m. navasi.

## Subespécies
São reconhecidas duas subespécies:
- Podicephorus major major (Boddaert, 1783) - ocorre do sudeste do Brasil até o sul da Argentina e região central do Chile; ocorre também na região costeira do Peru;
- Podicephorus major navasi (Manghi, 1984) - ocorre no sul da Argentina e no sul do Chile.